# Elefthérios Venizélos (dème)
Pour les articles homonymes, voir Venizélos.

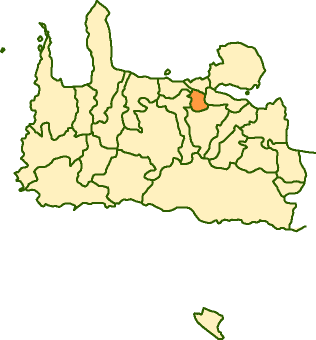
Le dème d’Elefthérios Venizélos dans l'ancien nome de La Ca Canée.

Le dème d’Elefthérios Venizélos (en grec : Δήμος Ελευθερίου Βενιζέλου), ou simplement Elefthérios Venizélos (Ελευθέριος Βενιζέλος), est une ancienne circonscription administrative de Crète, en Grèce. C'est aujourd'hui un district municipal du dème de La Canée, autour de la ville de Mourniés. Il porte le nom de l’homme d’État grec Elefthérios Venizélos, né à Mourniés. 
En 2011, sa population était de 13 145 habitants.
Créé en 1997 (programme Kapodistrias) par la fusion de l'ancien dème de Mournies et de l'ancienne communauté de Neokouros, il a fusionné avec d'autres en 2011 (programme Kallikratis) pour former le nouveau dème de La Canée, dont il constitue un des districts municipaux.